# 1726 en arts plastiques
| Années des arts plastiques : 1723 - 1724 - 1725 - 1726 - 1727 - 1728 - 1729    |
| Décennies des arts plastiques : 1690 - 1700 - 1710 - 1720 - 1730 - 1740 - 1750 |

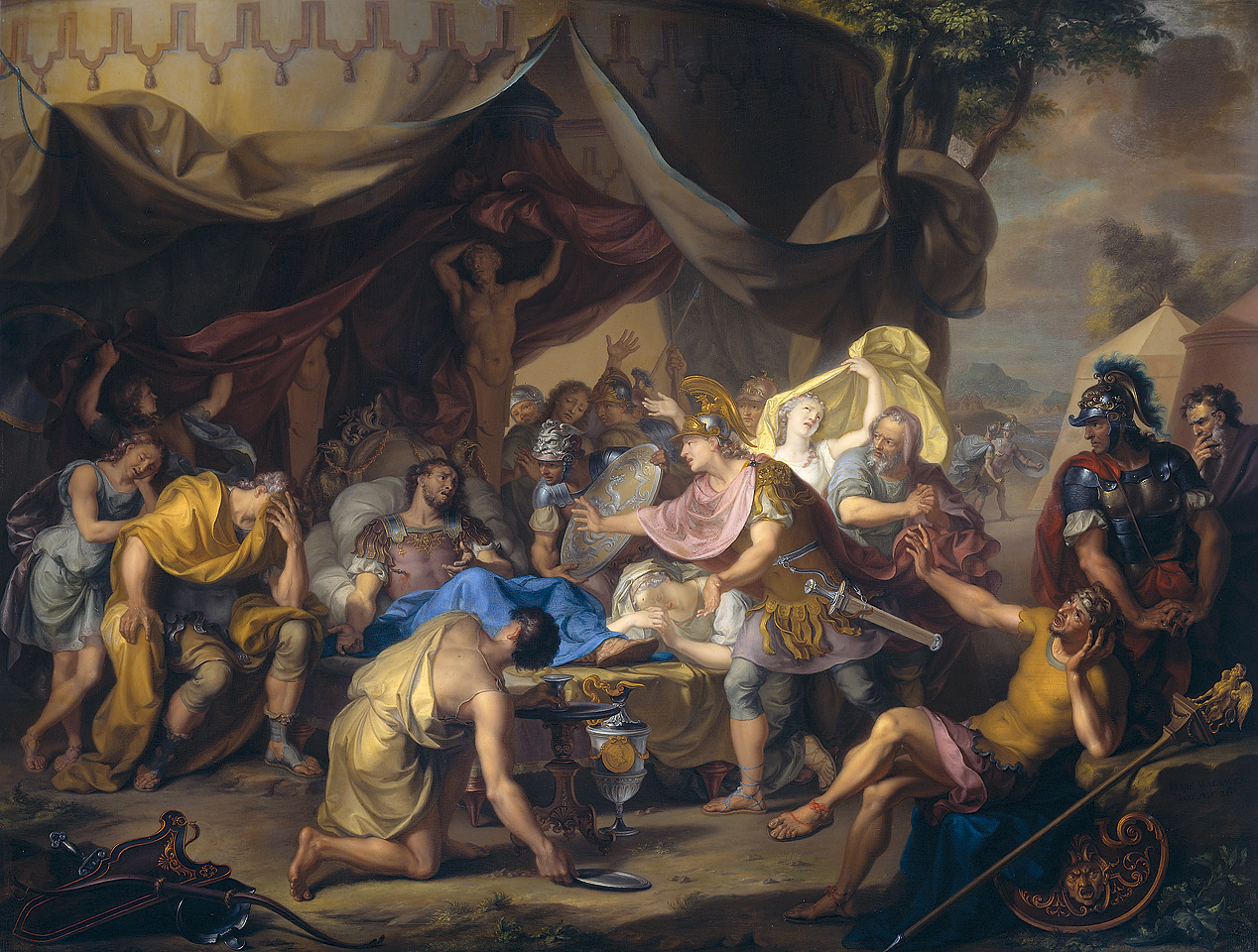
La mort d'Epaminondas, Isaack Walraven.

Cette page concerne l'année 1726 en arts plastiques.

## Naissances
- 20 mai : Gabriel-François Doyen, peintre français († 13 mars 1806),
- 19 juillet : Pierre-Charles Le Mettay, peintre et dessinateur français († 29 mars 1759),
- 9 octobre : Joseph Roos, peintre allemand de paysages († 25 août 1805),
- 15 octobre : Françoise Duparc, peintre française († 2 octobre 1778),
- 16 octobre : Daniel Chodowiecki, peintre, illustrateur et graveur germano-polonais († 7 février 1801),
- ? :
  - Michel-Bruno Bellengé, peintre français († 13 décembre 1793),
  - Giovanni Scajario, peintre italien († 1792),
  - Antonio Zucchi, peintre italien († 1795).

## Décès
- 4 juin : Matthys Naiveu, peintre néerlandais (° 16 avril 1647),
- 12 août :  Antonio Palomino, peintre, théoricien de la peinture et critique d'art espagnol (° 1655),
- 13 août : Anthoni Schoonjans, peintre flamand (° 1655),
- 10 octobre : Tommaso Redi, peintre italien  de la période baroque tardive (° 22 décembre 1665),
- 22 novembre : Anton Domenico Gabbiani, peintre italien du baroque tardif de l'école florentine (° 13 février 1652),
- ? :
  - Antonio Bellucci, peintre baroque italien (° 1654),
  - Gregorio de Ferrari, peintre baroque italien de l'école génoise (° 1647),
  - Giacomo del Po, peintre italien (° 1654),
  - Alessandro Gherardini,  peintre baroque italien de l'école florentine (° 16 novembre 1655).